# Liten jordstjärna
Liten jordstjärna (Geastrum minimum) är en svampart som beskrevs av Schwein. 1822. Liten jordstjärna ingår i släktet jordstjärnor och familjen jordstjärnor.  Arten är reproducerande i Sverige. Inga underarter finns listade i Catalogue of Life.